# 讷萨格站
讷萨格站是法国的一个铁路车站，位于法国中部的讷萨格-穆瓦萨克。

## 位置
讷萨格站位于讷萨格-穆瓦萨克市区的南部，菲雅克—阿尔旺铁路和贝济耶—讷萨格铁路的交汇处，历史上还有博尔莱索格—讷萨格铁路。车站大致呈东西走向，主站房位于铁路线北侧。

## 历史
讷萨格站是法国中央高原地区重要的铁路交通枢纽，但由于这一地区人口的不断外流以及相邻的高速公路的相继通车，使用铁路的乘客数量不断下降。博尔莱索格—讷萨格铁路因客流不佳于1990年关闭，仅在部分路段开行季节性旅游列车。2003年，原有的经停讷萨格站的巴黎—欧里亚克和巴黎—米约两条夜班城际列车停运；2007年，经停讷萨格站的巴黎—贝济耶列车也缩短至克莱蒙费朗—贝济耶区间，至此，讷萨格站已无直达巴黎的列车，乘客需在克莱蒙费朗进行中转。

## 站台设置
| 北↑    |      |        | 主站房          |
|        | 侧式 |        |                 |
| 废弃道 |      |        |                 |
| 1道    |      |        | 克莱蒙费朗方向→ |
|        | 岛式 |        |                 |
| 废弃道 |      |        |                 |
| 5道    |      |        | ←贝济耶方向     |
|        | 岛式 |        |                 |
| 9道    |      |        | ←欧里亚克方向   |
|        |      | 存车线 |                 |
| 南↓    |      |        |                 |

## 停靠线路
以下列车线路在讷萨格站停靠：
| 讷萨格站列车线路表  |            |                 |          |              |
| 线路                | 车种       | 上一站          | 下一站   | 大致运行频率 |
| 克莱蒙费朗—贝济耶   | INTERCITÉS | 马西亚克-布莱勒 | 圣弗卢尔 | 每天1趟      |
| 克莱蒙费朗—图卢兹   | TER        | 马西亚克-布莱勒 | 米拉     | 每天1趟      |
| 克莱蒙费朗—欧里亚克 | TER        | 马西亚克-布莱勒 | 米拉     | 每天3趟左右  |
| 1. 2.               |            |                 |          |              |

## 配套交通

### 长途客车
| 停靠讷萨格站的大巴车            |                  | |
| 上下车地点                      | 运营单位         | 主要线路及目的地 |
| 讷萨格穆瓦萨克 （讷萨格镇中心） | 康塔尔省城际客运 | LR124：圣弗卢尔 · 阿朗什 · 朗代拉 · 马尔瑟纳 · 孔达 |
| 讷萨格站门口                    | SNCF Car TER     | 65 阿尔旺 · 欧里亚克 66 塔利扎 · 圣弗卢尔 69 马尔瑟纳 · 孔达 · 圣阿芒丹 · 里永埃斯蒙塔涅 · 博尔莱索格 当某条铁路线施工或罢工时，SNCF可能也会提供途径该线路沿途站点的大巴车 |
| 1. 2. 3.                        |                  | |

### 市内交通
讷萨格站附近暂无城市公共交通线路。

### 社会车辆
讷萨格站门口设有社会车辆停车场。

## 临近车站
| 讷萨格站（Gare de Neussargues）   |                   |                            |
| 上行车站                          | 线路              | 下行车站                   |
| 米拉站 9.4km ←                    | 菲雅克—阿尔旺铁路 | 马西亚克-布莱勒站 → 25.1km |
| 圣弗卢尔-绍德赛格站 19km ←        | 贝济耶—讷萨格铁路 | （终点）                   |
| - 本表仅显示运营中的线路及车站 1. |                   |                            |